# Rade Bogdanović
Rade Bogdanović (* 21. květen 1970) je bývalý srbský fotbalista.

## Reprezentační kariéra
Rade Bogdanović odehrál za jugoslávský národní tým v roce 1997 celkem 3 reprezentační utkání a vstřelil v nich 2 góly.

## Statistiky
| SR Jugoslávie | SR Jugoslávie | SR Jugoslávie |
| Roky          | Záp.          | Góly          |
| ------------- | ------------- | ------------- |
| 1997          | 3             | 2             |
| Celkem        | 3             | 2             |